# Papuagrion gurneyi
Papuagrion gurneyi là một loài chuồn chuồn kim trong họ Coenagrionidae.
Papuagrion gurneyi được Lieftinck miêu tả khoa học năm 1949.